# Hydraulikheber

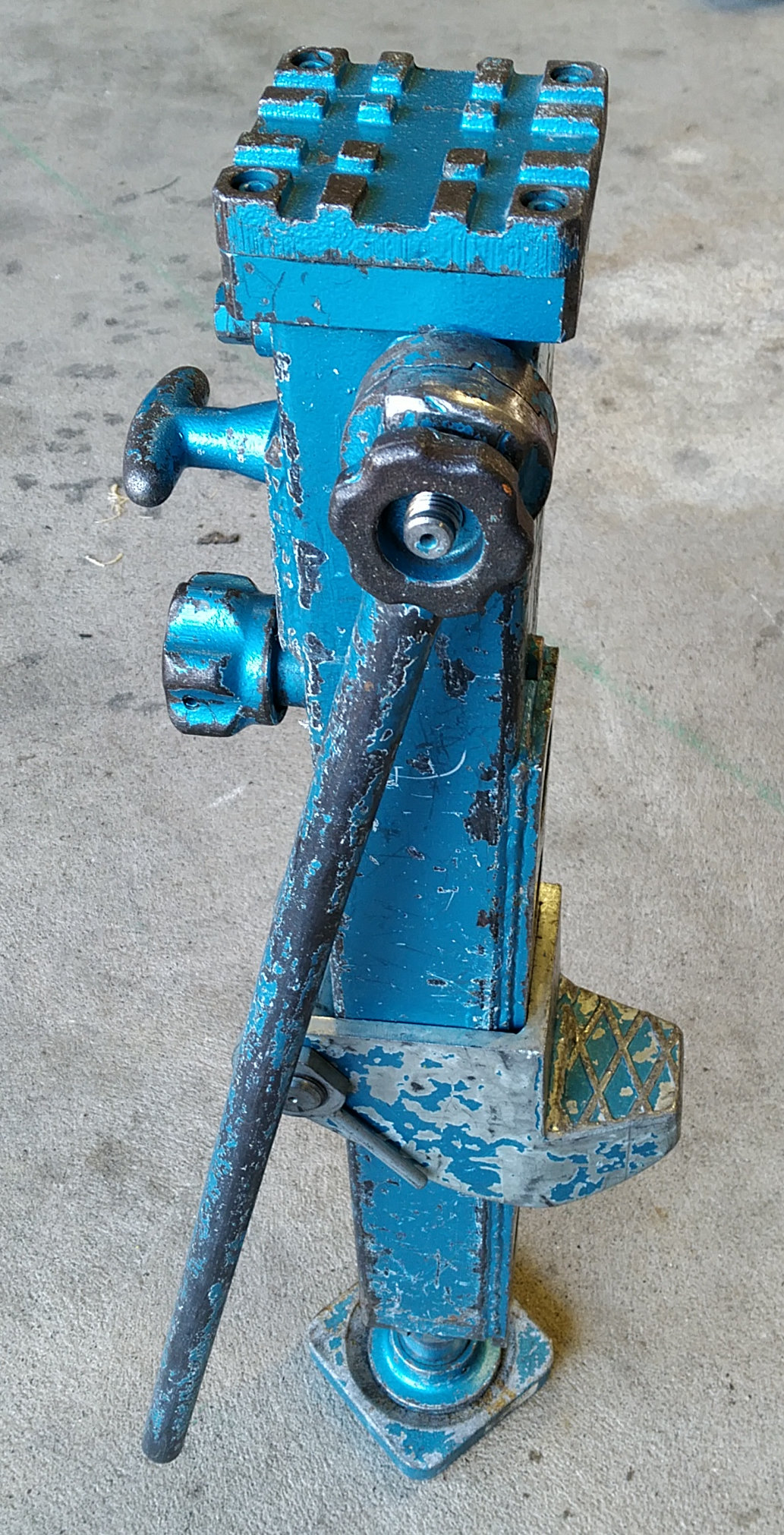
Hydraulikheber Herkules der Firma Lehmann Maschinenbau

Ein Hydraulikheber (auch Hydraulik-Hebezeug Büffel, hydraulische Winde oder Büffelwinde) ist eine Winde  in Form eines Stirn- und Seitenhebers, die bei der technischen Hilfeleistung zum Heben von Lasten verwendet wird. Der Kurzname "Büffelwinde" ist aus der Modellbezeichnung "Büffel" des Herstellers Weber Hydraulik abgeleitet.
Ähnlich einer Zahnstangenwinde hat ein Hydraulikheber je nach Ausführung eine Hubkraft von bis zu 100 kN (entspricht ungefähr der Gewichtskraft von 10 t) und eine Höhe von bis zu 80 cm. Die Masse des Geräts selbst beträgt etwa 20–30 kg, es erreicht eine Hubhöhe von bis zu 35 cm. Um den Heber flexibel einsetzen zu können, sind sowohl die Hebeklaue als auch der Bedienhebel verstellbar angebracht. Die eingebaute Hydraulikpumpe wird manuell über einen Pumpenhebel betätigt.
Der Hydraulikheber wird vorwiegend von der Feuerwehr und vom THW eingesetzt, wird jedoch immer mehr von kraftbetriebenen Geräten wie Hydraulikspreizer und Rettungszylinder verdrängt.

## Ähnliche Geräte
- Wagenheber
- Zahnstangenwinde